# Acolasis medalba
Coenipeta medalba là một loài bướm đêm trong họ Erebidae.